# Saint-Malô-du-Bois
Pour les articles homonymes, voir Saint-Malo (homonymie).
Saint-Malô-du-Bois est une commune française située dans le nord-est du département de la Vendée, en région des Pays de la Loire. Au cœur du Bocage Vendéen, elle est arrosée par une rivière : la Sèvre Nantaise. Elle accueille le Festival de Poupet et la commune se trouve également à quelques kilomètres du Puy du Fou.

## Géographie
Au centre du Haut Bocage vendéen qui est la terminaison méridionale du massif armoricain, bordé par le cours d'eau de la Sèvre Nantaise à l'est, le territoire municipal de Saint-Malô-du-Bois s'étend sur 1 426 hectares. L'altitude moyenne de la commune est de 180 mètres, avec des niveaux fluctuant entre 117 et 221 mètres,.
La commune est située à proximité de la frontière de quatre  départements (Vendée, Deux Sèvres , Maine et Loire et Loire Atlantique et de trois anciennes provinces françaises (le Poitou, la Bretagne et l'Anjou).

### Communes limitrophes
| La Verrie (Chanverrie)   | Saint-Laurent-sur-Sèvre |              |
| Chambretaud (Chanverrie) | Saint-Malô-du-Bois      | Treize-Vents |
|                          | Les Épesses             |              |

### Distance avec les grandes villes
Le village est localisé à 30 minutes des agglomérations de Cholet et des Herbiers et à une heure des grandes villes de Nantes et d'Angers et de la préfecture de la Vendée : La Roche-sur-Yon.

### Climat
Pour des articles plus généraux, voir Climat des Pays de la Loire et Climat de la Vendée.
En 2010, le climat de la commune est de type climat océanique altéré, selon une étude du CNRS s'appuyant sur une série de données couvrant la période 1971-2000. En 2020, Météo-France publie une typologie des climats de la France métropolitaine dans laquelle la commune est exposée à un climat océanique et est dans la région climatique  Bretagne orientale et méridionale, Pays nantais, Vendée, caractérisée par une faible pluviométrie en été et une bonne insolation. 
Pour la période 1971-2000, la température annuelle moyenne est de 11,3 °C, avec une amplitude thermique annuelle de 14,2 °C. Le cumul annuel moyen de précipitations est de 823 mm, avec 11,6 jours de précipitations en janvier et 6,7 jours en juillet. Pour la période 1991-2020, la température moyenne annuelle observée sur la station météorologique de Météo-France la plus proche, sur la commune de Cholet à 15 km à vol d'oiseau, est de 12,3 °C et le cumul annuel moyen de précipitations est de 772,5 mm,. Pour l'avenir, les paramètres climatiques de la commune estimés pour 2050 selon différents scénarios d'émission de gaz à effet de serre sont consultables sur un site dédié publié par Météo-France en novembre 2022.

## Urbanisme

### Typologie
Au 1er janvier 2024, Saint-Malô-du-Bois est catégorisée bourg rural, selon la nouvelle grille communale de densité à sept niveaux définie par l'Insee en 2022.
Elle est située hors unité urbaine et hors attraction des villes,.

### Occupation des sols
L'occupation des sols de la commune, telle qu'elle ressort de la base de données européenne d’occupation biophysique des sols Corine Land Cover (CLC), est marquée par l'importance des territoires agricoles (92,7 % en 2018), en diminution par rapport à 1990 (95 %). La répartition détaillée en 2018 est la suivante :
terres arables (31,8 %), prairies (31,5 %), zones agricoles hétérogènes (29,3 %), zones urbanisées (5,2 %), zones industrielles ou commerciales et réseaux de communication (1,4 %), forêts (0,8 %). L'évolution de l’occupation des sols de la commune et de ses infrastructures peut être observée sur les différentes représentations cartographiques du territoire : la carte de Cassini (XVIIIe siècle), la carte d'état-major (1820-1866) et les cartes ou photos aériennes de l'IGN pour la période actuelle (1950 à aujourd'hui).

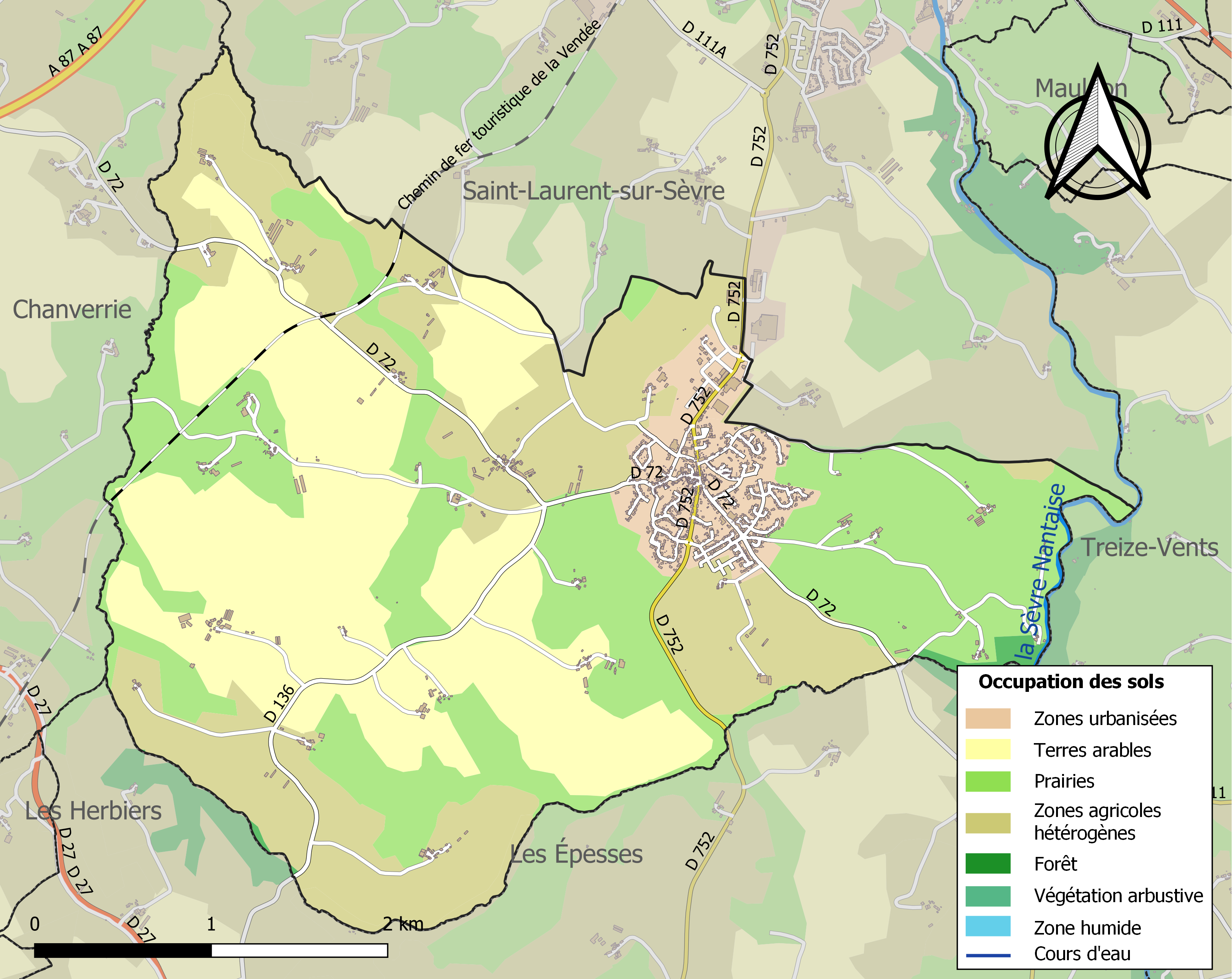
Carte des infrastructures et de l'occupation des sols de la commune en 2018 (CLC).

## Histoire
Saint-Malô du Bois tient son nom de Malo, évêque d'Aleth, ancienne cité aujourd'hui sur le territoire de Saint-Malo en Bretagne, et son surnom du bocage environnant la bourgade. Un village gaulois est mis à jour sur l'emplacement actuel du quartier du Livet.
Pendant le début du XVe siècle, s'élevait un château sur les hauteurs du village. Amé du Perché en était alors seigneur de Saint Malo. Pendant la Renaissance, le village de Saint-Malo-du-Bois faisait partie des territoires de la famille du Puy du Fou. Il fait partie de l'ancienne province du Poitou plus particulièrement la partie ouest : le Bas-Poitou.
En 1793, situé au cœur de la Vendée militaire, il est détruit pendant les Guerres de Vendée, le village ne conserve pas de monuments antérieurs. Lors de la Guerre d'Algérie, deux malouins périrent, le sergent Joseph Rondeau et Marcel Moreau. Un bon nombre d'habitants de Saint Malô du Bois rejouent leur histoire depuis 1978 en tant que bénévoles au spectacle nocturne de La Cinéscénie du Puy du Fou.

## Espaces naturels
Sur les coteaux de la Sèvre Nantaise, autour d'un ancien moulin à eau et d'une auberge, la base de loisirs de la Vallée de Poupet est le principal lieu touristique de village. Il profite de l'attractivité touristique direct du Puy du Fou. Elle dispose d'un camping et de deux gîtes. Elle accueille chaque été le Festival de Poupet dans un théâtre de verdure au bord de la Sèvre.

## Festival de Poupet
Depuis 1987, la commune accueille le Festival de Poupet, dans une vallée éponyme. En juillet 2018, le festival a réuni 71 000 spectateurs pour une 32e édition, un record pour le festival vendéen. 
En 2011, pour son 25e anniversaire le Festival de Poupet, a imaginé une gigantesque fête qui occupe le village entier. Il le renomme pour l'occasion « Las Vegas du Bois ». Installation d'un train à vapeur dans la rue principale, montage d'une Tour Eiffel, cette manifestation unique en son genre a une médiatisation nationale.

## Politique et administration

### Liste des maires
| Période                     | Période  | Identité              | Étiquette     | Qualité     |
| --------------------------- | -------- | --------------------- | ------------- | ----------- |
| 1959                        | 1965     | Lucien Retailleau     |               |             |
| 1965                        | 1983     | Michel Retailleau     |               |             |
| 1983-2008 Gabriel Boissinot |          |                       |               |             |
| Mars 2008                   | Mai 2020 | Jean-Claude Vigneron, | Divers droite | Agriculteur |
| Mai 2020                    | En cours | Arnaud Praile         | NC            |             |

## Population et société

### Démographie

#### Évolution démographique
L'évolution du nombre d'habitants est connue à travers les recensements de la population effectués dans la commune depuis 1800. Pour les communes de moins de 10 000 habitants, une enquête de recensement portant sur toute la population est réalisée tous les cinq ans, les populations de référence des années intermédiaires étant quant à elles estimées par interpolation ou extrapolation. Pour la commune, le premier recensement exhaustif entrant dans le cadre du nouveau dispositif a été réalisé en 2006.

En 2022, la commune comptait 1 619 habitants, en évolution de +0,87 % par rapport à 2016 (Vendée : +5,33 %, France hors Mayotte : +2,11 %).
| 1800 | 1806 | 1821 | 1831 | 1836 | 1841 | 1846 | 1851 | 1856 |
| ---- | ---- | ---- | ---- | ---- | ---- | ---- | ---- | ---- |
| 395  | 548  | 658  | 638  | 658  | 675  | 723  | 748  | 826  |

| 1861 | 1866 | 1872 | 1876 | 1881 | 1886 | 1891 | 1896  | 1901 |
| ---- | ---- | ---- | ---- | ---- | ---- | ---- | ----- | ---- |
| 882  | 923  | 942  | 963  | 960  | 958  | 988  | 1 018 | 981  |

| 1906 | 1911 | 1921 | 1926 | 1931 | 1936 | 1946 | 1954 | 1962 |
| ---- | ---- | ---- | ---- | ---- | ---- | ---- | ---- | ---- |
| 970  | 931  | 757  | 732  | 712  | 733  | 751  | 731  | 745  |

| 1968 | 1975 | 1982 | 1990  | 1999  | 2006  | 2011  | 2016  | 2021  |
| ---- | ---- | ---- | ----- | ----- | ----- | ----- | ----- | ----- |
| 799  | 808  | 890  | 1 085 | 1 189 | 1 429 | 1 489 | 1 605 | 1 618 |

| 2022  | - | - | - | - | - | - | - | - |
| ----- | - | - | - | - | - | - | - | - |
| 1 619 | - | - | - | - | - | - | - | - |

#### Pyramide des âges
En 2018, le taux de personnes d'un âge inférieur à 30 ans s'élève à 39,2 %, soit au-dessus de la moyenne départementale (31,6 %). À l'inverse, le taux de personnes d'âge supérieur à 60 ans est de 17,7 % la même année, alors qu'il est de 31,0 % au niveau départemental.
En 2018, la commune comptait 813 hommes pour 797 femmes, soit un taux de 50,50 % d'hommes, légèrement supérieur au taux départemental (48,84 %).
Les pyramides des âges de la commune et du département s'établissent comme suit.
| Hommes | Classe d’âge | Femmes |
| ------ | ------------ | ------ |
| 0,3    | 90 ou +      | 0,8    |
| 3,9    | 75-89 ans    | 5,9    |
| 11,4   | 60-74 ans    | 13,2   |
| 20,8   | 45-59 ans    | 19,5   |
| 23,1   | 30-44 ans    | 22,8   |
| 15,9   | 15-29 ans    | 14,2   |
| 24,6   | 0-14 ans     | 23,6   |

| Hommes | Classe d’âge | Femmes |
| ------ | ------------ | ------ |
| 0,8    | 90 ou +      | 2,2    |
| 8,7    | 75-89 ans    | 11,1   |
| 20,3   | 60-74 ans    | 21,3   |
| 20     | 45-59 ans    | 19,4   |
| 17,5   | 30-44 ans    | 16,8   |
| 15     | 15-29 ans    | 13,2   |
| 17,7   | 0-14 ans     | 16,1   |

## Lieux et monuments

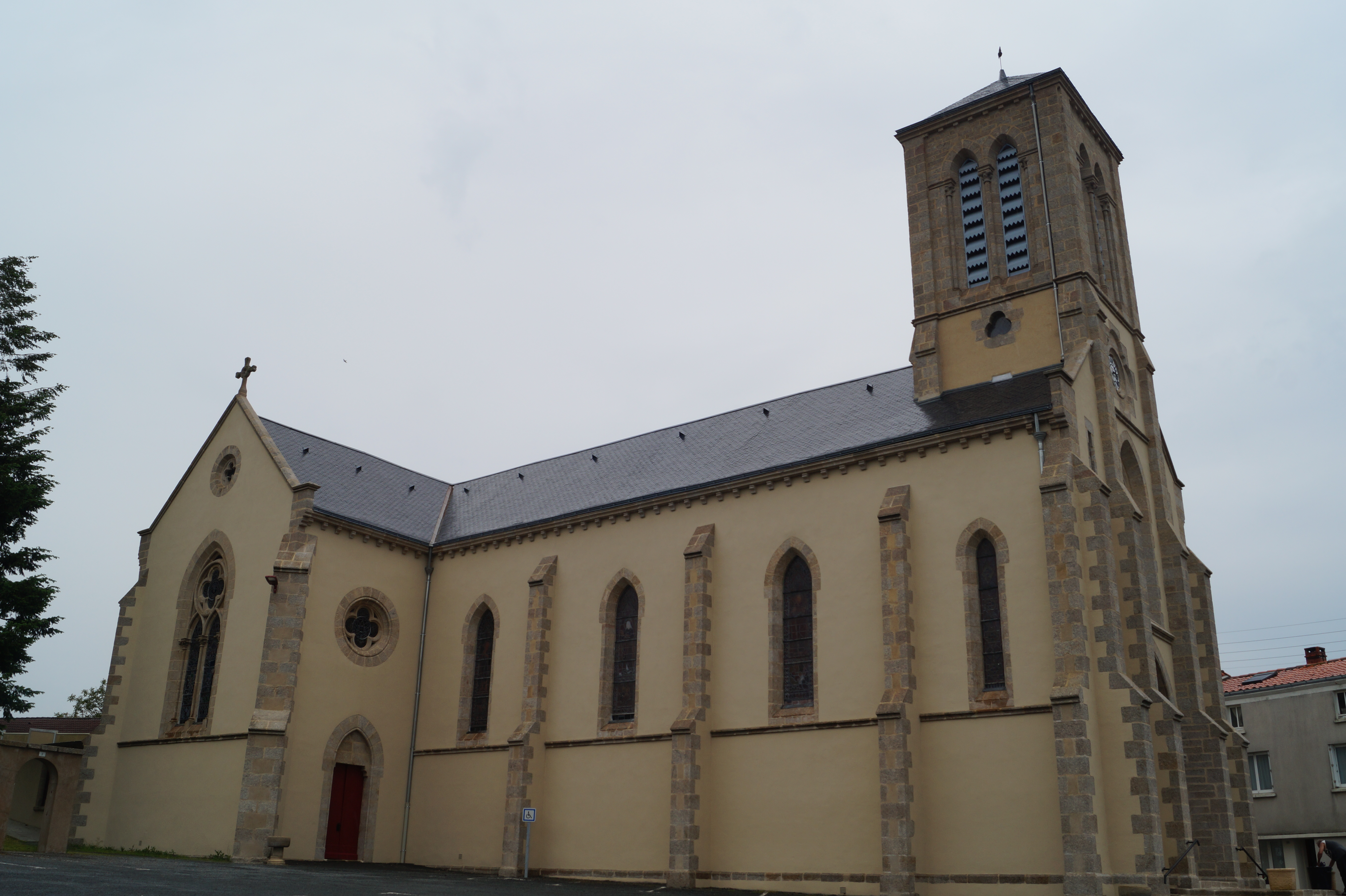
Église de Saint-Malô-du-Bois.

- La Vallée de Poupet, et son théâtre de verdure, accueille le Festival de Poupet
- Église de Saint-Malo-du-Bois
- Croix-Marty de la Ménie
- Moulin à eau de Poupet
- la ligne du chemin de fer de la Vendée

## Personnalités liées à la commune

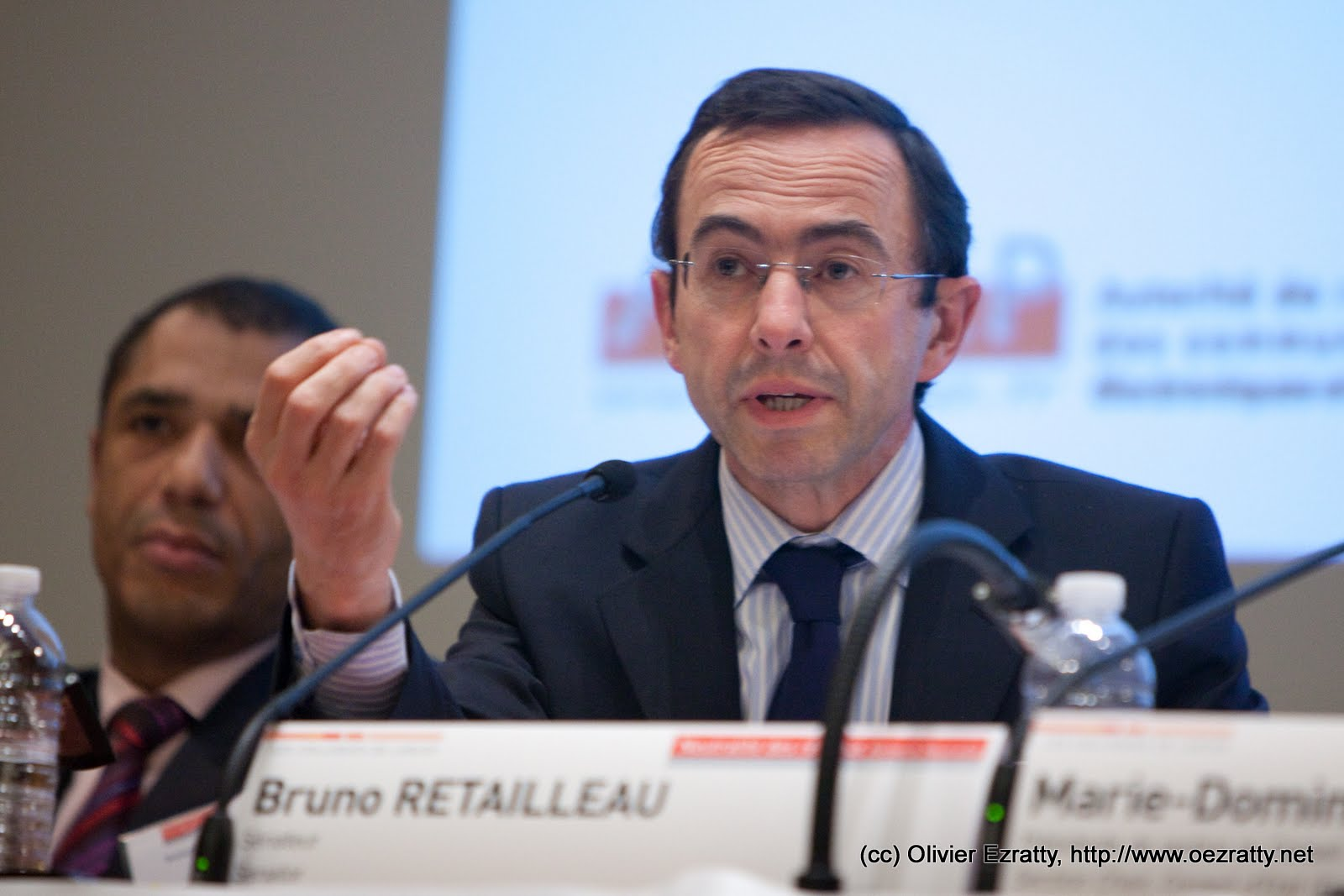
Bruno Retailleau en 2010.

- Bruno Retailleau, homme politique français, sénateur de la Vendée, président du groupe Les Républicains du Sénat, président de la région des Pays de la Loire et du conseil général de la Vendée, puis ministre de l'Intérieur. Il a grandi dans la commune ; son père en a été le maire[25],[26].

## Jumelage
Le 11 juin 2011, La commune de Saint Malô du Bois a conclu une convention de jumelage avec la ville vendéenne de Bretignolles-sur-mer situé sur le littoral, aux bord de l'Océan Atlantique. Les deux villes ont établi des liens de coopération à partir de leurs festivals de musiques respectifs « Le Festival de Poupet » et « La 7e vague ».